# Place de l'École (Paris)
Pour les articles homonymes, voir Place de l'École.
La place de l'École est une place du 1er arrondissement de Paris, en France.

## Situation et accès
Cette voie qui débute quai du Louvre et se termine rue de l'Arbre-Sec et rue des Prêtres-Saint-Germain-l'Auxerrois, a conservé son statut de place, mais elle n'en a plus de réalité topographique.

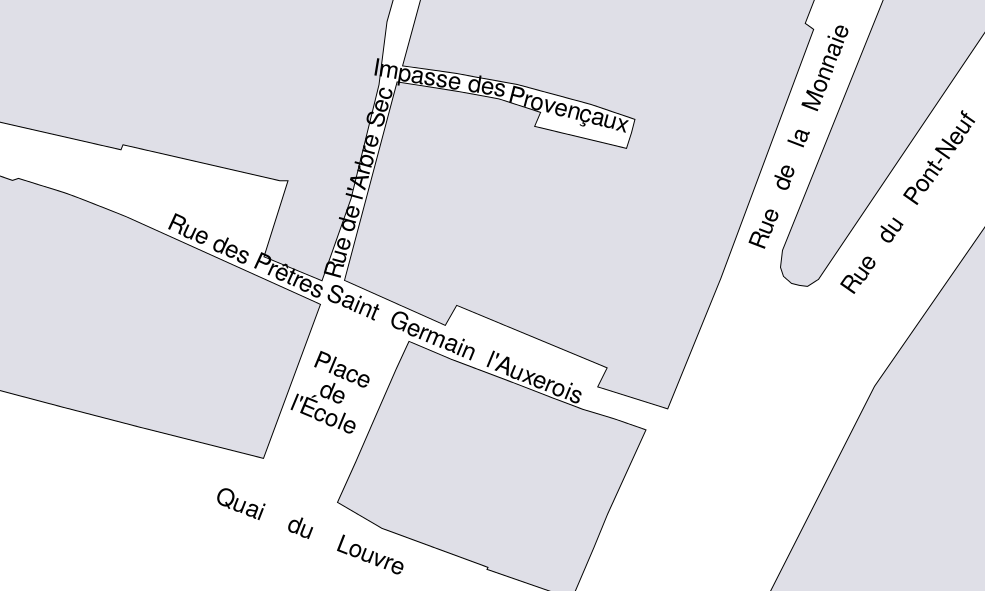
Plan de la place de l'École et de la voirie environnante vers 1900.
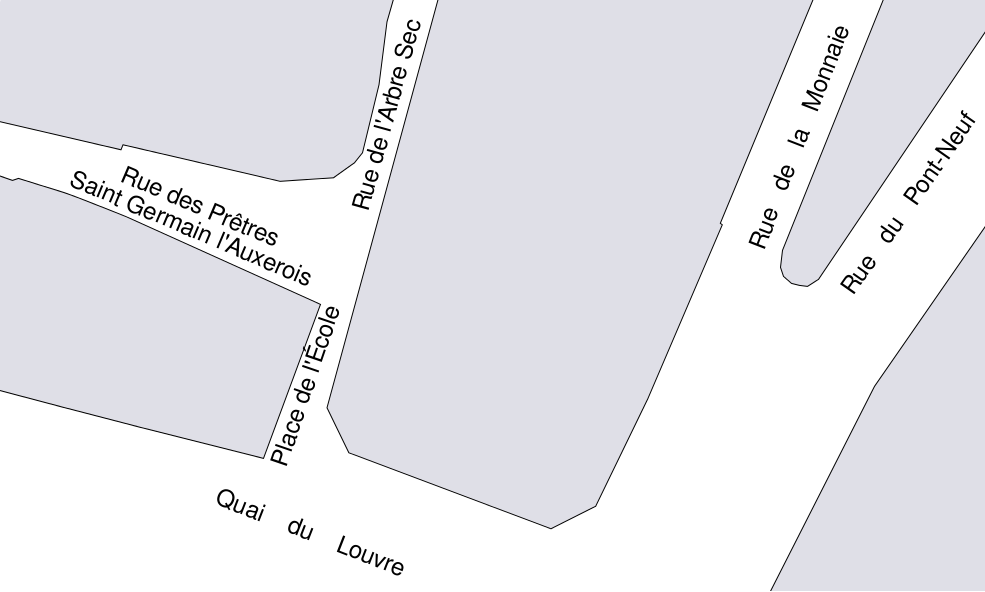
Plan de la place de l'École et de la voirie environnante depuis 1928.

## Origine du nom

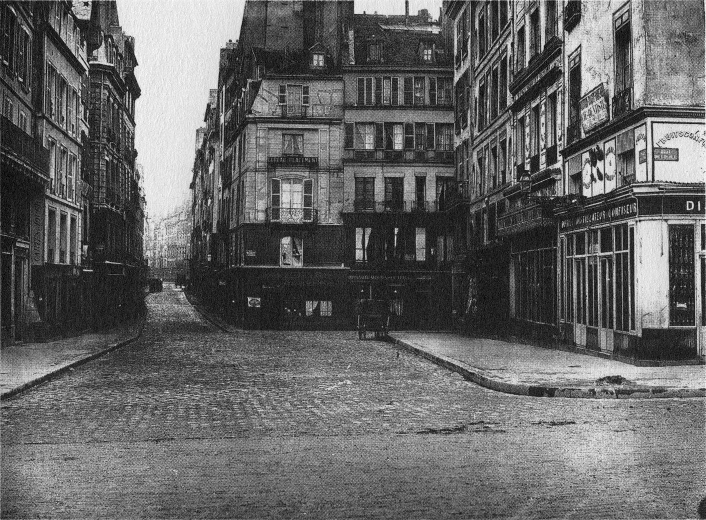
Photographie de la place de l'École depuis le quai du Louvre, réalisée dans la seconde moitié du XIXe siècle par Charles Marville.

Cette place conserverait le souvenir non pas d’une école (scola), mais d’un point d’accostage (scala) (une « eschole Saint Germain » était mentionnée comme l'un des ports de Paris dans une ordonnance de Charles VI) ; c’est probablement en 1214 que fut créé un nouveau port sur le quai de l’École. Cependant, Jacques Hillairet attribue plutôt le nom de cette place à une école voisine dépendant de la basilique Saint-Germain-l'Auxerois. L’architecte Henri Legrand précise que l’école était située, au XIIIe siècle, au coin du quai de  l’École et de la rue de l'Arbre-Sec. Elle avait disparu en 1380, remplacée par des marchands.

## Historique
Au XIVe siècle, la place porte le nom de « place aux Marchands » ou « place aux Bourgeois », tandis que l’actuel quai du Louvre s’appelle « quai de l’École ». En 1413, son nom est transformé en « place de l'École ». Nolin la nomme « carfour de St Germain » en 1699.

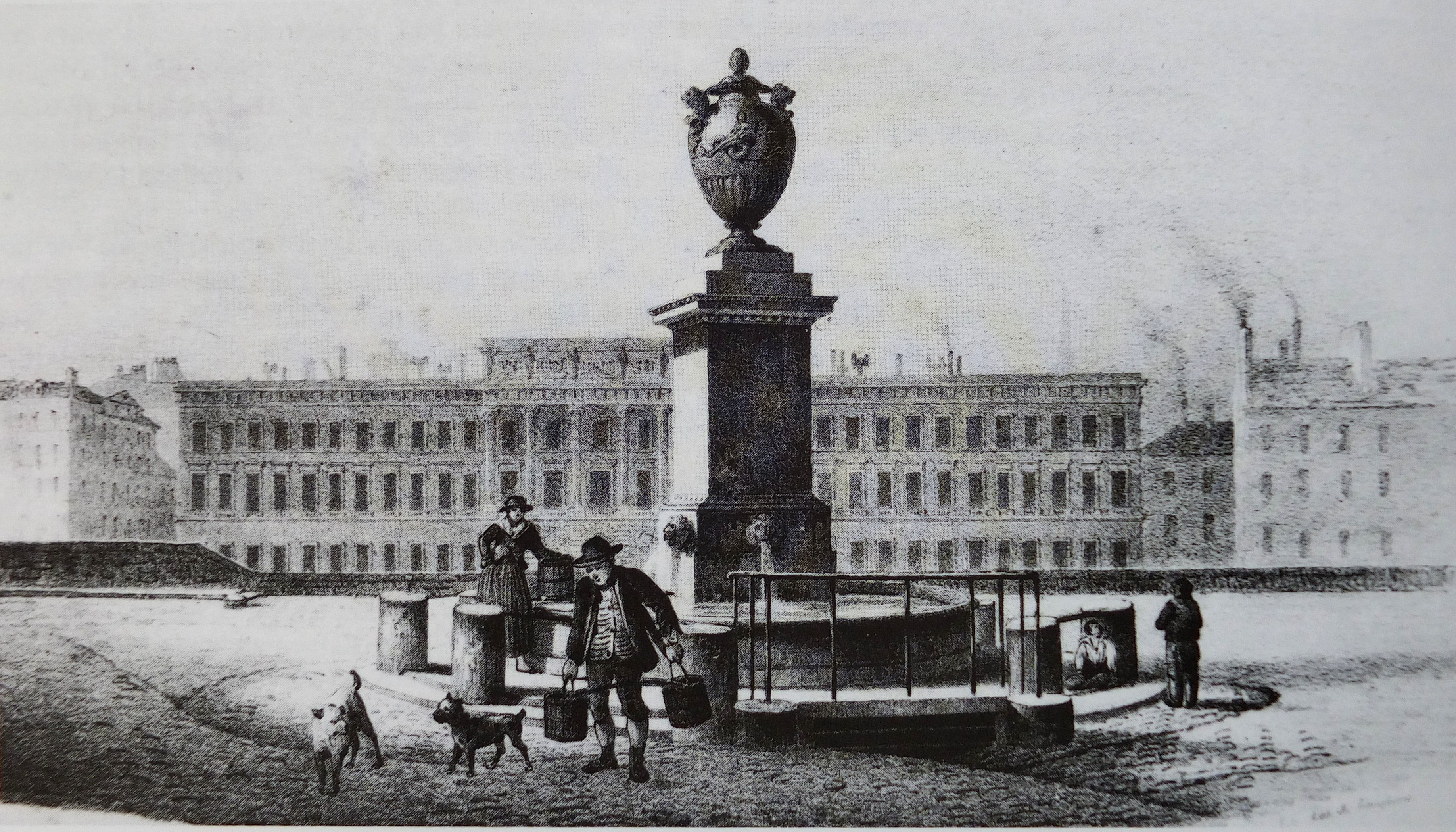
Fontaine du début du XIXe siècle vue en direction de la Seine.

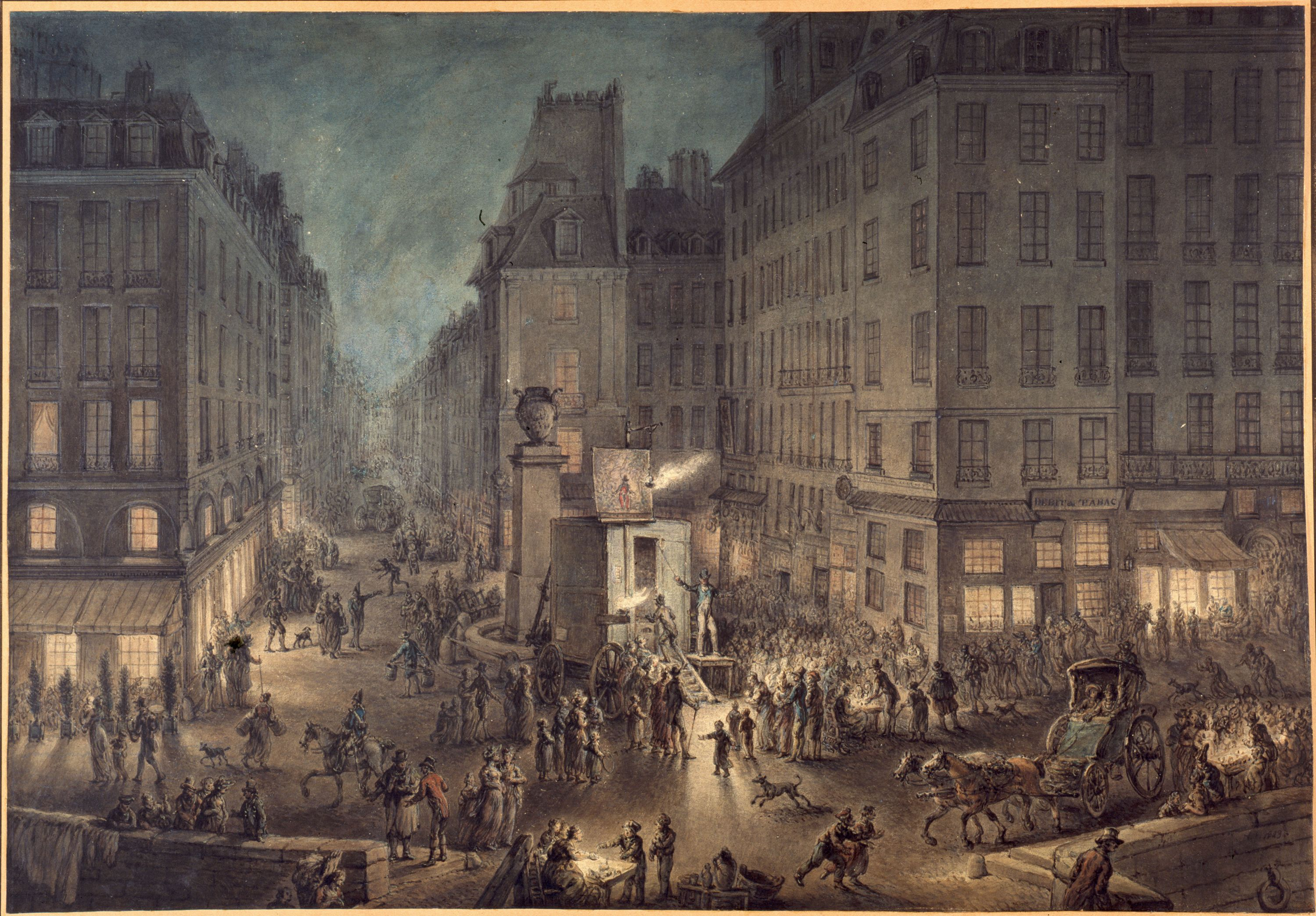
Parade place de l'École en 1823.

En 1702, la voie, qui fait partie du quartier du Louvre, comporte 7 maisons et 2 lanternes.
Au XVIIIe siècle, cette place comptait un célèbre café, le Café Manoury, au numéro 1 (connu grâce à un dessin à la sanguine du musée Carnavalet montrant une salle élégante avec lustre, glaces, et poêle pour le confort). Un peu plus loin, là où se trouve aujourd’hui l’extension de La Samaritaine, au no 10 de la partie détruite du quai du Louvre (quai de l’École avant 1868), se trouvait le Café du Parnasse (qui n’était donc pas « sur » la place de l’École).
À la fin de l’Ancien Régime, le jeune avocat Danton, qui fréquente le Café du Parnasse, tombe amoureux de la fille du patron, Antoinette-Gabrielle Charpentier et l’épouse à l'église Saint-Germain-l'Auxerrois (Paris) le 14 juin 1787.
En 1806, une fontaine conçue par François-Jean Bralle a été érigée au centre de la place de l'École. Elle était encore présente en 1844 et aurait été détruite en 1854..
Aujourd'hui, il ne reste pratiquement plus rien de cette place à la suite de la réduction de sa taille et de son alignement avec la rue de l'Arbre-Sec consécutifs à l'agrandissement du magasin 2 de la Samaritaine réalisé entre 1925 et 1928.

## Bâtiments remarquables et lieux de mémoire
- No 1 : emplacement, au XVIIIe siècle, du Café Manoury dans lequel on jouait au jeu de dames. Le cabaretier Pierre Manoury a révolutionné les règles de ce jeu[7].
- No 2 : emplacement du cabaret Au Comptoir d’Argent, aussi populaire que le précédent[7].
- No 4 : emplacement, au XVIIIe siècle, du Cabaret de la mère Moreaux. Dans cet établissement, on pouvait y boire debout. Les serveuses étaient élégantes et gracieuses. C’est, à cet endroit, que fut érigée une fontaine monumentale (voir infra)[7].

## Pour approfondir